# نهائي كأس دوري أبطال الكونكاكاف 2024
كان نهائي كأس أبطال الكونكاكاف 2024 هو المباراة النهائية لكأس أبطال الكونكاكاف 2024، الموسم 59 من بطولة كرة القدم للأندية الأبرز في أمريكا الشمالية وأمريكا الوسطى ومنطقة البحر الكاريبي التي ينظمها الكونكاكاف. لُعبت المباراة في ملعب هيدالغو في باتشوكا، المكسيك، في 1 يونيو 2024.
كان النهائي مباراة واحدة تنافس عليها باتشوكا من الدوري المكسيكي الممتاز وكولومبوس كرو من الدوري الأمريكي لكرة القدم. استضاف باتشوكا المباراة نظرًا لسجله الأفضل خلال المراحل الأولى من البطولة. كان من المقرر أصلاً أن يقام النهائي في 2 يونيو 2024. ومع ذلك، أعلن الكونكاكاف أن التاريخ سيتغير إذا استضاف فريق مكسيكي النهائي بسبب الانتخابات العامة المكسيكية 2024 التي تجرى في ذلك اليوم. بعد تحديد أن باتشوكا هو المضيف، تم تقديم التاريخ ليوم واحد إلى 1 يونيو.

## الخلفية

### النهائيات السابقة
| الفريق       | الظهور في النهائيات السابقة (الخط العريض يشير إلى الفائزين) |
| ------------ | ----------------------------------------------------------- |
| باتشوكا      | 5 (2002، 2007، 2008، 2010، 2017)                            |
| كولومبوس كرو | 0 (الظهور الأول)                                            |

## الملعب
كان هذا هو النهائي الخامس لكأس أبطال الكونكاكاف الذي يقام في ملعب هيدالغو في باتشوكا، المكسيك، بعد أن استضافه سابقًا في 2007، 2008، 2010، و2017. يشتهر الملعب بارتفاعه، حيث يقع على ارتفاع حوالي 8,000 قدم فوق مستوى سطح البحر.

### اختيار المضيف
في النهائي (الفائز من نصف النهائي 1 ضد الفائز من نصف النهائي 2)، استضاف باتشوكا، الذي كان له أداء أفضل في الأدوار السابقة (باستثناء الدور الأول)، المباراة ذات الساق الواحدة.

#### الترتيب
| م | الفريق       | لعب | ف | ت | خ | أ.له | أ.ع | أ.ف | نقاط | النهائي |
| - | ------------ | --- | - | - | - | ---- | --- | --- | ---- | ------- |
| 1 | باتشوكا (H)  | 6   | 4 | 2 | 0 | 16   | 3   | +13 | 14   | المضيف  |
| 2 | كولومبوس كرو | 6   | 3 | 3 | 0 | 9    | 5   | +4  | 12   |         |

نظرًا لـالانتخابات العامة المكسيكية 2024 التي تجرى في ذلك اليوم، أعلن الكونكاكاف أنه إذا استضاف فريق مكسيكي النهائي، فسيقوم الكونكاكاف بنقل المباراة و/أو الملعب إلى تاريخ آخر.

## الطريق إلى النهائي

### ملخص النتائج
ملاحظة: في جميع النتائج أدناه، تُعطى نتيجة الفريق المتأهل للنهائي أولاً (H: داخل الديار؛ A: خارج الديار).
| باتشوكا          | باتشوكا | باتشوكا           | باتشوكا           | الجولات     | كولومبوس كرو  | كولومبوس كرو          | كولومبوس كرو      | كولومبوس كرو                        |
| ---------------- | ------- | ----------------- | ----------------- | ----------- | ------------- | --------------------- | ----------------- | ----------------------------------- |
| الخصم            | المجموع | الذهاب            | الإياب            | المراحل     | الخصم         | المجموع               | الذهاب            | الإياب                              |
| تأهل             | تأهل    | تأهل              | تأهل              | الدور الأول | تأهل          | تأهل                  | تأهل              | تأهل                                |
| فيلادلفيا يونيون | 6–0     | 0–0 (خارج الديار) | 6–0 (داخل الديار) | دور الـ 16  | هيوستن دينامو | 2–1                   | 1–0 (خارج الديار) | 1–1 (داخل الديار)                   |
| نادي هيريديانو   | 7–1     | 5–0 (خارج الديار) | 2–1 (داخل الديار) | ربع النهائي | تيغريس أونال  | 2–2 (4–3 ركلات ترجيح) | 1–1 (داخل الديار) | 1–1 (4–3 ركلات ترجيح) (خارج الديار) |
| أمريكا كلوب      | 3–2     | 1–1 (خارج الديار) | 2–1 (داخل الديار) | نصف النهائي | نادي مونتيري  | 5–2                   | 2–1 (داخل الديار) | 3–1 (خارج الديار)                   |

## الشكل
بينما لُعبت بقية البطولة بنظام الذهاب والإياب، كان النهائي عبارة عن مباراة واحدة حيث يتوج الفائز بالبطولة. كان الفريق "المضيف" للمباراة هو الفريق ذو الأداء الأفضل في دور الـ 16 وما بعده.

## المباراة

### التفاصيل
| 1 يونيو 2024          | باتشوكا                                     | 3–0    | كولومبوس كرو | ملعب هيدالغو، باتشوكا              |
| 21:15 (19:15 ت ع م−6) | * سالومون روندون 12' 67' - إي. رودريغيز 32' | المصدر |              | الحكم: إيفان بارتون ( السلفادور) · |

قواعد المباراة
- 90 دقيقة
- 30 دقيقة من الوقت الإضافي إذا لزم الأمر
- ركلات الترجيح إذا استمر التعادل
- اثنا عشر بديلاً مسموحًا بهم
- حد أقصى خمسة تبديلات، مع السماح بتبديل سادس في الوقت الإضافي[note 1]

## ما بعد المباراة
بعد المباراة، أبلغ مدرب كولومبوس الرئيسي ويلفريد نانسي أن أعضاء الفريق والجهاز الفني أصيبوا بمرض في المعدة - يُعتقد أنه تسمم غذائي - قبل المباراة أثناء تواجدهم في باتشوكا.
بعد أيام، أشار رئيس كولومبوس والمدير العام تيم بيزباتشينكو إلى أن الفريق ربما كان ضحية "خدعة".
ظهر باتشوكا في كأس القارات للأندية 2024 في ديسمبر، وفاز بأول مباراة له 3-0 ضد بوتافوغو. ثم أحدث الفريق مفاجأة بالفوز على النادي الأهلي بعد ركلات ترجيح. في النهائي، هزم باتشوكا 3-0 على يد ريال مدريد.
تأهل باتشوكا أيضًا لكأس العالم للأندية 2025 بفضل أدائه في كأس الأبطال. في 21 مارس 2025، أعلن الفيفا أن كلوب ليون، الذي تأهل بالمثل بفضل لقب كأس الأبطال، تم استبعاده من البطولة، حيث يمتلك جروبو باتشوكا كلا الناديين.

## روابط خارجية
- موقع كأس أبطال الكونكاكاف

1. ↑  تم تقديم المباراة النهائية (التي كان مقررًا إجراؤها في 2 يونيو 2024) إلى 1 يونيو 2024 بسبب استضافة فريق مكسيكي للنهائي لتجنّب التعارض مع الانتخابات العامة المكسيكية 2024 التي تجرى في ذلك اليوم.[5]